# Yucca brevifolia subsp. herbertii
Yucca brevifolia subsp. herbertii (englischer Trivialname: Webber’s Yucca) ist eine Unterart der Josua-Palmlilie (Yucca brevifolia) in der Familie der Spargelgewächse (Asparagaceae).

## Beschreibung
Yucca brevifolia subsp. herbertii bildet große dichte Gruppen mit vielen Stämmen, die zahlreich Rosetten bilden. Die Art erreicht eine Höhe bis 10 Meter. Die Blütezeit ist von April bis Mai.
Sie sind frosthart bis minus 15 °C, jedoch sehr nässeempfindlich und sollten deshalb ganzjährig geschützt werden.

## Verbreitung
Yucca brevifolia subsp. herbertii ist in den USA im Staat Kalifornien in der Mojave-Wüste in Ebenen, an flachen Hängen in 1200 bis 1550 m Höhe verbreitet. Sie wächst vergesellschaftet mit zahlreichen Kakteen-Arten.

## Systematik
Der Name wurde zu Ehren von Herbert John Webber, dem Vater des Autors John Milton Webber gewählt. Die Beschreibung ist durch Fritz Hochstätter unter dem Namen Yucca brevifolia subsp. herbertii 2001 veröffentlicht worden.
Synonyme sind Yucca brevifolia f. herbertii J.M.Webber 1953 und Yucca brevifolia var. herbertii (J.M.Webber) Munz 1958.

## Bilder

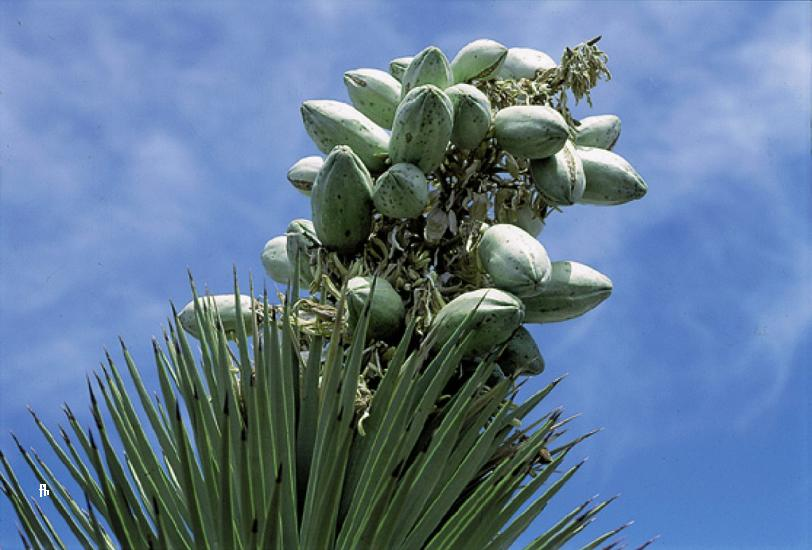
Yucca brevifolia subsp. herbertii mit Früchten in Kalifornien
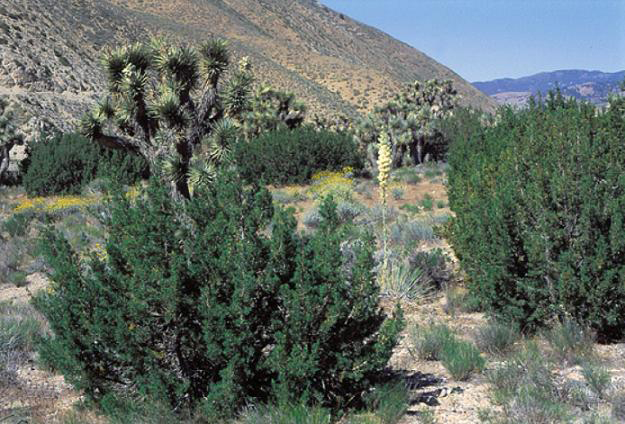
Yucca brevifolia subsp. herbertii mit blühender Yucca whipplei in Kalifornien
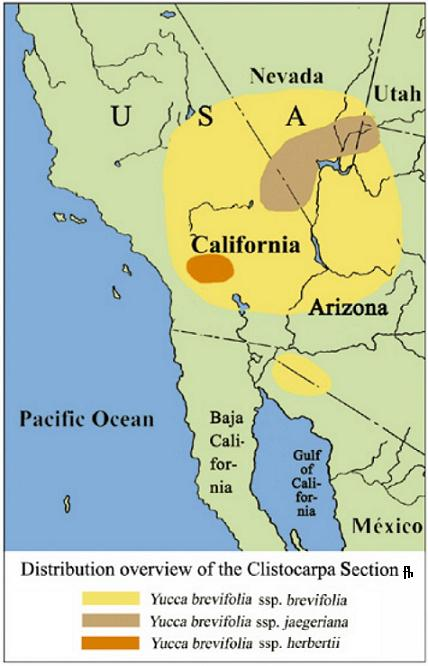
Verbreitungskarte der Sektion Clistocarpa Yucca brevifolia und Subspezies